# Roberto Perfumo
Roberto Alfredo Perfumo est un ancien footballeur argentin né le 3 octobre 1942 à Sarandí et mort le 10 mars 2016 à Buenos Aires. Il occupait le poste de défenseur.

## Biographie
Il a été sélectionné 37 fois en équipe d'Argentine et a disputé deux coupes du monde (en 1966 en Angleterre et en 1974 en Allemagne).
En club, il a remporté la Coupe intercontinentale en 1967 avec le Racing Club de Avellaneda.
Il meurt à Buenos Aires le 10 mars 2016 à l'âge de 73 ans des suites traumatisme crânien après une chute. 

## Clubs
- 1960-1961 :  CA River Plate (en juniors)
- 1961-1971 :  Racing Club
- 1971-1975 :  Cruzeiro Esporte Clube
- 1975-1978 :  CA River Plate